# Capinzal do Norte
Capinzal do Norte is een gemeente in de Braziliaanse deelstaat Maranhão. De gemeente telt 10.688 inwoners (schatting 2009).
De gemeente grenst aan Santo Antônio dos Lopes, Independência-MA.